# Karl Molin
Karl Erik Lennart Molin, född 1944, är en svensk historiker och professor emeritus vid Stockholms universitet där han disputerade på avhandlingen Försvaret, folkhemmet och demokratin: socialdemokratisk riksdagspolitik 1939-1945 år 1974. 
Molin har främst studerat och skrivit om den svenska politiska historien under 1900-talet, och även sammanställt två volymer av Östen Undéns handskrivna dagböcker. Han har varit ledare för forskningsprojektet "Sverige under kalla kriget" (SUKK) tillsammans med Ulf Bjereld och Alf W. Johansson.

## Publikationer
- Human Rights in Europe during the Cold War, som redaktör tillsammans med Rasmus Mariager och Kjersti Brathagen (Routledge, 2013).
- Peaceful coexistence? : Soviet Union and Sweden in the Khrushchev era, som redaktör tillsammans med Helene Carlbäck och Alexey Komarov (Södertörns högskola, 2011);
- Sveriges säkerhet och världens fred : svensk utrikespolitik under kalla kriget, tillsammans med Ulf Bjereld och Alf W. Johansson (Santérus, 2008);
- Säkerhet och försvar : en vänbok till Kent Zetterberg, som redaktör tillsammans med Gunnar Artéus och Magnus Petersson (Abrahamsson, 2005);
- Anteckningar. 1952-1966 (Östen Undén, som redaktör (Kungl. Samfundet för utgivande av handskrifter rörande Skandinaviens historia, 2002);
- Anteckningar. 1918-1952 (Östen Undén, som redaktör (Kungl. Samfundet för utgivande av handskrifter rörande Skandinaviens historia, 2002);
- Den moderne patriarken : om arbetsledarna och samhällsomvandlingen 1905-1935 (Almqvist & Wiksell International, 1998);
- Omstridd neutralitet : experternas kritik av svensk utrikespolitik 1948-1950 (Tiden, 1991);
- Nyanserad alliansfrihet? : om den politiserande ämbetsmannens roll i svensk utrikespolitik 1948-1949 (Stockholm, 1990);
- Socialdemokratins samhälle : SAP och Sverige under 100 år, som redaktör tillsammans med Klaus Misgeld, Villy Bergström och Klas Åmark (Tiden, 1989);
- Hemmakriget : om den svenska krigsmaktens åtgärder mot kommunister under andra världskriget  (Tiden, 1982);
- Försvaret, folkhemmet och demokratin: socialdemokratisk riksdagspolitik 1939-1945 (Allmänna Förlaget, 1974).